# Lijst van Alarmschijven in 2011
Deze hits waren in 2011 Alarmschijf op Radio 538:
| Nr.  | Datum        | Artiest                                 | Titel                               | Hoogste positie in Top 40 |
| ---- | ------------ | --------------------------------------- | ----------------------------------- | ------------------------- |
| 2122 | 1 januari    | Sick Puppies                            | Maybe                               | 24                        |
| 2123 | 8 januari    | Enrique Iglesias, Ludacris & DJ Frank E | Tonight (I'm F**kin' You)           | 11                        |
| 2124 | 15 januari   | Taio Cruz & Travie McCoy                | Higher                              | 7                         |
| 2125 | 22 januari   | Neon Trees                              | Animal                              | 9                         |
| 2126 | 29 januari   | Maroon 5                                | Never Gonna Leave This Bed          | 29                        |
| 2127 | 5 februari   | Diddy-Dirty Money & Skylar Grey         | Coming Home                         | 16                        |
| 2128 | 12 februari  | Rihanna                                 | S&M                                 | 8                         |
| 2129 | 19 februari  | Lady Gaga                               | Born This Way                       | 1(2wk)                    |
| 2130 | 26 februari  | Katy Perry & Kanye West                 | E.T.                                | 27                        |
| 2131 | 5 maart      | Adele                                   | Set Fire to the Rain                | 1(1wk)                    |
| 2132 | 12 maart     | Anouk                                   | Killer Bee                          | 21                        |
| 2133 | 19 maart     | Jessie J & B.o.B                        | Price Tag                           | 2                         |
| 2134 | 26 maart     | Bruno Mars                              | The Lazy Song                       | 4                         |
| 2135 | 2 april      | Julian Perretta                         | Wonder Why                          | 16                        |
| 2136 | 9 april      | Nicole Scherzinger                      | Don't Hold Your Breath              | 15                        |
| 2137 | 16 april     | P!nk                                    | Bad Influence                       | 13                        |
| 2138 | 23 april     | Chris Brown & Benny Benassi             | Beautiful People                    | 30                        |
| 2139 | 30 april     | Lady Gaga                               | Judas                               | 24                        |
| 2140 | 7 mei        | Enrique Iglesias & Usher                | Dirty Dancer                        | 25                        |
| 2141 | 14 mei       | Rihanna                                 | California King Bed                 | 9                         |
| 2142 | 21 mei       | Neon Trees                              | 1983                                | 26                        |
| 2143 | 28 mei       | Gavin DeGraw                            | Not Over You                        | 13                        |
| 2144 | 4 juni       | Katy Perry                              | Last Friday Night (T.G.I.F.)        | 7                         |
| 2145 | 11 juni      | Coldplay                                | Every Teardrop Is a Waterfall       | 4                         |
| 2146 | 18 juni      | Cascada                                 | San Francisco                       | 11                        |
| 2147 | 25 juni      | Anouk                                   | I'm a Cliche                        | 16                        |
| 2148 | 2 juli       | Maroon 5 & Christina Aguilera           | Moves like Jagger                   | 1(3wk)                    |
| 2149 | 9 juli       | Bad Meets Evil & Bruno Mars             | Lighters                            | 13                        |
| 2150 | 16 juli      | Destine                                 | Stay                                | 23                        |
| 2151 | 23 juli      | Gym Class Heroes & Adam Levine          | Stereo Hearts                       | 8                         |
| 2152 | 30 juli      | Red Hot Chili Peppers                   | The Adventures of Rain Dance Maggie | 24                        |
| 2153 | 6 augustus   | Snow Patrol                             | Called Out in the Dark              | 10                        |
| 2154 | 13 augustus  | Hot Chelle Rae                          | Tonight Tonight                     | 6                         |
| 2155 | 20 augustus  | David Guetta & Sia                      | Titanium                            | 2                         |
| 2156 | 27 augustus  | Sean Paul & Alexis Jordan               | Got 2 Luv U                         | 6                         |
| 2157 | 3 september  | Alexis Jordan                           | Hush Hush                           | 12                        |
| 2158 | 10 september | The Wanted                              | Glad You Came                       | 12                        |
| 2159 | 17 september | DI-RECT                                 | The Chase                           | 22                        |
| 2160 | 24 september | Coldplay                                | Paradise                            | 3                         |
| 2161 | 1 oktober    | The voice of Holland                    | One Thousand Voices                 | 1(1wk)                    |
| 2162 | 8 oktober    | Rihanna & Calvin Harris                 | We Found Love                       | 3                         |
| 2163 | 15 oktober   | Nickelback                              | When We Stand Together              | 12                        |
| 2164 | 22 oktober   | Gers Pardoel                            | Ik neem je mee                      | 1(6wk)                    |
| 2165 | 29 oktober   | Gavin DeGraw                            | Sweeter                             | 25                        |
| 2166 | 5 november   | Cobra Starship & Sabi                   | You Make Me Feel...                 | 22                        |
| 2167 | 12 november  | DI-RECT                                 | Young Ones                          | 26                        |
| 2168 | 19 november  | Ed Sheeran                              | The A Team                          | 5                         |
| 2169 | 26 november  | Rihanna                                 | You Da One                          | 28                        |
| 2170 | 3 december   | Coldplay                                | Charlie Brown                       | 25                        |
| 2171 | 10 december  | Studio Killers                          | Ode to the Bouncer                  | 1(1wk)                    |
| 2172 | 17 december  | Tinie Tempah & Ester Dean               | Love Suicide                        | 20                        |
| 2173 | 24 december  | Snow Patrol                             | In the End                          | 35                        |
| 2174 | 31 december  | Glennis Grace & Edwin Evers             | Wil je niet nog 1 nacht             | 5                         |

1969 ·
1970 ·
1971 ·
1972 ·
1973 ·
1974 ·
1975 ·
1976 ·
1977 ·
1978 ·
1979 ·
1980 ·
1981 ·
1982 ·
1983 ·
1984 ·
1985 ·
1986 ·
1987 ·
1988 ·
1989 · 
1990 · 
1991 · 
1992 · 
1993 · 
1994 · 
1995 · 
1996 · 
1997 · 
1998 · 
1999 · 
2000 · 
2001 · 
2002 · 
2003 · 
2004 · 
2005 · 
2006 · 
2007 · 
2008 · 
2009 ·
2010 ·
2011 ·
2012 ·
2013 ·
2014 ·
2015 ·
2016 ·
2017 ·
2018 ·
2019 ·
2020 ·
2021 ·
2022 ·
2023 ·
2024 ·
2025